# Bel·lovès
Bel·lovès o Bellovesus (en llatí) fou un llegendari cap del poble gal dels bitúriges, que es creu va viure al voltant de l'any 600 d.C. Segons una llegenda recollida per Tit Livi (Titus Livi), el rei Ambicat, que vivia a les planes riberenques del Roine, va enviar els fills de la seva germana, els caps guerrers Bel·lovès i Segovès (o Segovesus), a la recerca de noves terres per habitar, amb motiu de la superpoblació que patien a la seva pàtria. Mentre Segovès va explorar el Bosc Hercini,que es creu que podria equivaldre a la Vall del Danubi, se suposa que Bel·lovès va dirigir la invasió gal·la de la zona del nord de la Península Itàlica, on hi havia els aedui, amb un gran exèrcit d'infanteria i cavalleria integrat per gent de les tribus gal·les dels bitúriges, arverns, senons, ambarres, carnuts i aulercs. La invasió es produí durant el regnat del cinquè rei de Roma, el també llegendari Tarquini Prisc (Tarquinus Priscus) (616–579 d.C.), conquerint, presumptament, el poble dels etruscs i fundant la ciutat de Mediolànum (actual Milà).
Bel·lovès va veure al lloc indicat una truja de senglar amb la particularitat de tenir els cabells molt llargs a la part davantera del cos (una truja semi-peluda), que era el mateix animal que el cap gal ostentava al seu escut. Bel·lovès va creure reconèixer en el signe la voluntat divina i, per tant, va decidir construir la seva ciutat en aquell lloc i anomenar-la Medio-lanum. En memòria d’aquesta llegenda i de la consagració del nom de la ciutat de Milà a la truja semi-peluda, avui es pot observar en un dels pilars del Broletto, al costat de la Via Mercanti de Milà, un baix relleu que representa un senglar salvatge.

## Etimologia
El nom Bello-uesus es creu que pertany a la desconeguda llengua gal·la i podria significar 'digne de poder'. El terme és format per l'arrel bello- (fort, poderòs, guerrer) i uesus (digne, mereixedor), que al seu torn podria provenir del teòric proto-celta wesus (excel·lent, noble) relacionat amb els termes de l'rlandès antic feib (excel·lent), fó o fíu (Bondat) i del gal·lès gwiw (digne, valuós).[2][3]

## Origen
El rerefons de la història relativa a aquest personatge resulta anacrònic per als experts en certs aspectes, sobretot respecte a la invasió celta de la Península Itàlica, que es creu que es va produir entre finals del segle V i mitjans del segle IV a C., en el context de la Batalla de l'Al·lia (387 d.C.).[4] Semblaria, per tant, que l'essència del mite està inspirat en esdeveniments més actuals. Segons l'historiador Venceslas Kruta, la història de Bel·lovès "és probablement la construcció llegendària d'un mite dels orígens d'un poble, els ínsubres, el qual integra diversos elements que es van manllevar de les tradicions celtes, cisalpines i transalpines, a més de massàlies i etrusques." Les tribus gal·les mencionades a la llegenda semblen arranjades en temps diferents als de l'historiador Tit Livi, del segle I aC.

## Història
L'historiador Tit Livi explica que Bel·lovès fou el fill de la germana del rei Ambicat (Ambicatus). La seva família va pertànyer a poderòs poble gal dels bitúriges. En aquell temps, el bitúriges o bituriges patien superpoblació, de manera que va resultar necessari cercar i explorar noves àrees de poblament. Bellovesus I el seu germà Segovesus van ser els cabdills encarregats d'aquesta tasca:
 
La serralada dels Alps representava un obstacle insalvable. En arribar al coll alpí, que encara no s'havia creuat mai, Bel·lovès va cercar un mètode per creuar cap a l’altra banda. Va descobrir que a la zona també hi havia els massilis o massaliotes, "que també havien vingut a la recerca de terres", que després establiran la colònia de Massalia (actual Marsella), però que els salvi van dificultar. Bellovesus va ajudar els massilis a establir-se en aquelles terres i després, per les gorgues taurines (probablement Mons Matrona) van passar els Alps, derrotant després els etruscs prop del riu Ticino 
Bel·lovès i els seus homes, per tant, van poder travessar amb èxit la serralada alpina, a través del pas de Taurine i el pas del Duria. Arribats a la Península Itàlica, els gals haurien derrotat els etruscs prop del riu Ticino. Aleshores es van establir a l'àrea després anomenada Insúbria i que, segons Tit Livi, "tenia el mateix nom que una regió dels gals hedus". Aquí, Bel·lovès va fundar la ciutat de Mediolànum, actual vila de Milà. Un altre grup, format per gals cenòmans i dirigit pel cap Etitovius, va seguir la mateixa ruta i, amb l'aprovació de Bel·lovès, van travessar el Alps pel mateix camí abans de fundar el que serien les actuals ciutats de Brescia i Verona. Més endavant, van ser seguits pels gals Libui, Salyes, Bois i Língons, que es van establir a la Plana Padana, fent fora els etruscs i els umbres.